# Ющишин Іван
Іва́н Ющи́шин (1883 — після 1939) — український педагог і громадський діяч.

## Біографія
Родом зі Збаражчини. Учитель народних шкіл. Секретар товариства «Взаємна поміч українського вчительства» у Львові та голова його педагогічної наукової комісії.
Був учасником українських і міжнародних педагогічних з'їздів.
Редактор журналів «Учитель» (1910—1914) і «Учительське слово» (1922—1939) у Львові, газети «Державний вістник» (травень — грудень 1918) в Києві.
1915 року російська окупаційна влада заслала Ющишина до Іркутська. Перебував на засланні до 1917 року.
Ющишин — автор численних статей з теорії виховання й методики навчання та дидактики в народних школах.
Від 1939 року доля Ющишина не відома.